# 地獄戦士魔王
『地獄戦士魔王』（ヘルズ・ウォリアー まおう）は、苅部誠による日本のギャグ漫画作品。『週刊少年ジャンプ』（集英社）で1994年9号から38号まで連載された。

## 概要
シリアス調の絵柄で緊迫感のある前フリに対し、ギャグ調の絵柄で微笑ましい実態を描くギャップを利用したギャグが特徴。短期終了ながら人気もあったらしく、連載終了後の『週刊少年ジャンプ』1995年18号に読み切り作品『帰ってきた地獄戦士魔王』が掲載された。
連載以前に『週刊少年ジャンプ 1993年 Summer Special』に読み切り版が掲載されている。基本的な設定は連載版と同一だが、よしおとシス子が他人であるなど若干の相違点がある。

## ストーリー
500年後の世界征服を目論む悪魔・田中魔王はその征服の拠点をポンポコ市に定める。しかし、学校で勉強して、友達も作りたい彼は聖ポンポコ学園に入学。その上、500年後の世界を住みよくするため、今のうちは人のために奉仕することを誓う。今日も魔王は下僕の野獣たちを引き連れ世界征服を目指し、日夜奉仕活動に励むのだった。

## キャラクター
田中魔王 （たなか まおう）
本編の主人公の悪魔。召喚士の田中父三に魔界から召喚され、親子の契約を結ぶ。不死身かつ強大な魔力の持ち主であり、魔界に666体の悪魔を下僕として従える本物の魔王である。それ故に世界征服を目論んでいるが何故かその予定は500年後であり、学園ではみんなのために日夜奮闘する他、清掃活動や犯罪者の逮捕など、（いずれ自分が征服する予定の）社会に貢献している。世界征服を実行に移す500年後までは悪事が出来ないらしく、立て籠もり犯を捕らえる際もいい案が出せず苦労していた。普段は顔がデフォルメされたひょうきんな風貌の好青年だが、本性を現すと禍々しい外見と口調に変化する（しかしいずれもギャグ演出で、すぐに戻る）。
野獣 （やじゅう）
魔王の下僕。クマのような小動物で、「キュー」と鳴く。序盤には何匹も登場していたが、途中から一匹しか登場しなくなった。中盤以降は首にスカーフを巻いて乳首に星マークの入った個体がよく登場する。好物は死肉（骨つき肉）で、死肉絡みになると驚異的な力を発揮する（死肉絡み以外ではほぼ無力）。この作品のマスコット的存在で、読者から自作のぬいぐるみが贈られるなど人気が高い。また、この作品だけではなく苅部誠のほぼ全ての作品に登場している（大抵の場合、主人公の傍らにいるが、ストーリーには絡まない）。
名無コン平 （ななし コンぺい）
聖ポンポコ学園生徒。クラスの中心的存在だが、基本的にバカで成績も良くない。粗雑な面もあるが、面倒見がよいので「親分」と呼ばれている。転校してきた魔王のことを最初は嫌っていたが、針治療を始めさまざまな魔王の善意を受け、彼のことを認めるようになる。ヘヴィメタルを好んでいる。
大麻ラリ太 （たいま ラリた）
聖ポンポコ学園生徒。やや動物っぽい顔立ちをしている。コン平のことを慕い、行動を共にしている。下品なネタや、少年誌にあるまじきネタを考えたりするスケベである。家族に母・このみがいる。連載終了後に描かれた読切によると、数年後には地下の帝王となっているとのこと。
得糞シス子 （えくそ シスこ）
「キャー」が口癖の女の子。エクソシスト・得糞シス人の娘で、エクソシストの見習い。悪魔である魔王を退治するためにポンポコ学園にやってきたが、魔王たちと行動をともにすることが多い。ペットの鳥を引き連れているほか、頭の上には雛鳥（？）が乗っている。甘いものと美少年（ボーイズラブ含む）が大好きでセクシーな体型になることを夢見ている。また、シス子がずっこけると尻に「NO SEXY けつ」と書かれていることがある。
保似以テル美 （ぽにい テルみ）
聖ポンポコ学園生徒。ポニーテールの女の子。美人で優等生だが、気の強い一面もある。図らずもテル美を痴漢から助けた裸足ジョーに惚れられているが、ジョーの奇行を不審に思っており、相手にしていない。垂れ耳の小型犬を飼っている。オチでずっこけた場合、シス子の尻が「シス子のケツ」と書かれているのに対して、「テル美のシリ」となっており区別されている模様。
裸足ジョー （はだし ジョー）
自称史上最強の少年。ポンポコ山で最強を名乗ってもいまいちかっこよくないという理由から世界最強を目指している。ポンポコ市内で有名な田中魔王をポンポコ最強だと思い、魔王を倒すためにポンポコ山からやってきた。野獣を人質にしようとした際に、死肉を投げ捨てたことから野獣の怒りを買ってKOされて以降、野獣を師匠として崇めている（野獣は迷惑している）。ずっと田舎暮らしで、家族以外の人間と接する機会がなかったため、一般常識に疎い。悪意無しに騒動を起こしては、警察の厄介になり、カツ丼三昧の食生活を送っている。テル美のことが好きだが、前述の通り女性と接したことがなかったために、自分の感情が何なのかすらわかっていない。
田中父三 （たなか とうさん）
田中魔王の父親。日本で唯一のサラリーマン召喚士。召喚した魔王と親子の契約を（巨人戦チケット付きで）結び、現在も更新中（洗剤つき）。聖ポンポコ学園の校長とは古い付き合いらしい。第一話で「名前がそのまま」だと突っ込まれている。
得糞シス人 （えくそ シスと）
シス子とよしおの父で、魔王を退治にやってきたエクソシスト。動物的な顔立ちの33歳の男性。シス子同様に魔王を敵視しているが、父親の父三とは仲が良く家族ぐるみで交流している回もある。元コマンドーの経歴を持つ。彼とよしおは、作者のGAGキング受賞作品「スーファミパパ」に登場する父子が原型になっている。
得糞よしお （えくそ よしお）
得糞シス人の息子で、シス子の弟。まだ3歳くらいだが、シス子とともに学園生活を送る。幼いだけあってかなり頭が弱い。また、表情の変化に乏しく表情が変わることは滅多にない。この作品の他、いくつかの読切作品にも登場している。
汚努井田ムン （おどいた ムン）
聖ポンポコ学園教師。28歳。生活指導、家庭科教師を担当。魔王を嫌って、退学にしようとするが、いつも不幸な目にあっている。幼いころからの水虫もちで、足の消臭商品のブランドのような苗字に反して足が非常に臭く、靴下は「デスソックス」として恐れられている（ナレーションによると熊をも気絶させると言う）。その後、魔王によって水虫は治ったはずだが靴下が臭いのは変わっていないらしい。
ツモ田リーチ（ツモだ リーチ）
聖ポンポコ学園に新任してきた教師で、チャイナドレスを着た老婆。中国拳法の達人。垂れた胸をヌンチャクのように使う。若い頃は美人で、その頃の自分と似た孫のチー子と組んで詐欺まがいの広告の仕事をしていた。
強盗の二人組
田中家に強盗に入った二人の男。しかし魔王に翻弄された挙句、一人はフグの肝を喰わされ、もう一人は魔王のチョーク攻撃で倒され、二人とも警察に引き渡された。
万引き犯の女子高生
コン平がバイトしているコンビニにいつも訪れていた女子高生。その様子からコン平に気があると思われていたが、実は万引きの常習犯であり、自身の万引きバレないかとドキドキしていただけであった。最後は万引きが発覚して逮捕された。
湯着ダン吾（ゆちゃく ダンご）
ポンポコ市長選に立候補した政治家。しかし実態はその名の通り癒着と談合に塗れた汚職政治家である。魔王を当選に利用しようとしたが、裏金を安全な場所に隠す事を頼まれた魔王が安全な場所として警察に行ってしまった為、それまでの悪事が発覚し、逮捕された。後日、有罪か否かが市民の投票によって決められた。
立て籠もり犯の女
聖ポンポコ学園に立て籠もったボンデージ姿の美女。手を挙げなかった一人をマシンガンで射殺している。国際的な犯罪者のようだが、実際はただの食い逃げ犯である。人質の生徒達を脅して「寿司を用意しろ」という無理難題を吹っ掛けるも、魔王の高速回転寿司で体を切り刻まれた末、フグの肝を喰わされて死亡。
死神
地獄界における魔王のライバル。テレビのチャンネル争いやフライドチキンとスペアリブのどちらが美味いかなどと言った事で昔から魔王と争ってきたと言う。魔王の回想に登場したのみで本編には未登場。不幸の手紙騒動の元凶と思われていたが、真相は最後まで不明。
ジーン
地獄界最強の魔神。魔王によれば、その実力は魔王を遙かに凌ぐ。うどん作りの名人。
バーブ
魔神ジーンの息子。機嫌を損ねるとすぐジーンを呼びだしてしまう。
黄金魔人 （おうごんまじん）
地獄界での魔王の幼なじみ。「黄金」の名の由来は一族で行なっている尿療法から（黄金色の液体）。「キングオブカリー」のアダ名を持つ程のカレー好きであったが、100年前に魔王が適当に作った激辛カレーで大火傷をして以来大のカレー嫌いとなり魔王に恨みを抱くようになる。後に3人の超人を刺客として差し向けるも全て失敗した為、自ら赴いた。魔王と対面後、決戦の場にて因縁に決着をつける。
光速超人ダサーン （こうそくちょうじん ダサーン）
黄金魔人の刺客No.1。名前通り常に打算的な考えで行動し、黄金魔人が掛けた100万円の賞金目当てで魔王に挑むが、魔王についた方が儲かると踏んだ打算で寝返る。
UFO超人ガガピー君 （ユーフォーちょうじん ガガピーくん）
黄金魔人の刺客No.2。体長50ミリメートルの超小型生物。自分のUFOを相手の頭上に被せることで自在に体を操ることができる。ベジタリアン。野獣の体を乗っ取って魔王を倒そうとするが失敗し、最後は野獣に死肉と間違われて食べられ、死亡。
営業超人セールス男 （えいぎょうちょうじん セールスま～ん）
黄金魔人の刺客No.3で、名前通りのセールスマン（魔王曰く「そのものズバリ」）。美男子を装ってシス子に近づき、魔王をローン地獄に落とそうと目論む。しかし魔王が宝くじを当てたため失敗し、魔王とは商売で付き合った方が得と考えて寝返る。
苅部誠
この漫画の作者。最終話に登場。あと一週で最終回を迎える事を告知し、魔王達に最終話の展開を予想させたが、実は勘違いでその回が最終話だった。

## エピソード
- 作中、素人が調理したフグ鍋を食べて「フグ鍋はしびれる…」と言って中毒をおこすシーンがあった。フグを調理するには都道府県知事資格であるふぐ調理師免許が必要であるため、コマ下には「法律では、無免許のフグ調理は禁止されています」と注意書きが出ていた。
- 作中よく登場した貨幣単位「ペソ」は、メキシコなど中南米で使われている実際の貨幣単位である。
- ガモウひろしの『とっても!ラッキーマン』の中で、野獣の絵が描かれているシーンがある[1]。このシーンは同作品のアニメでも放送されており、登場人物の「野獣の絵を…」という発言もそのまま使われている。
- 漫画家の岡崎京子は『地獄戦士魔王』連載当時に「最高に面白いよ。月曜日が待ち遠しいとはこのことだよ。」とフリーペーパー「PEPPER SHOP」vol.13（1994年3月25日発行）で語っていた[2]。